# Fear No Evil (Doro)
Fear No Evil è l'undicesimo album in studio della cantante heavy metal tedesca Doro, pubblicato in tutto il mondo dall'etichetta AFM Records.
L'album uscì nel periodo del 25º anniversario del primo album dei Warlock, la prima band di Doro, ed è per questo che nel disco sono presenti sonorità alquanto celebrative (come dimostrano i titoli di brani come Celebrate e 25 Years). 
Il 13 dicembre 2008 Doro tenne infatti un concerto celebrativo a Düsseldorf, la sua città natale, con la partecipazione di molti musicisti come Tarja Turunen, ex cantante dei Nightwish (che partecipa come ospite in quest'album nel brano Walking With The Angels), e Biff Byford dei Saxon.
L'album venne ristampato nel 2010 in una Ultimate Collector’s Edition da tre CD, che comprendeva anche i due EP Celebrate - The Night of the Warlock e Herzblut.
L'album raggiunse la posizione numero 11 nelle classifiche tedesche.

## Tracce
1. The Night of the Warlock – 5:43 (Doro Pesch/Chris Lietz)
2. Running from the Devil – 3:36 (Pesch/Andreas Bruhn)
3. Celebrate – 4:54 (Pesch/Joey Balin)
4. Caught in a Battle – 3:09 (Pesch/Bruhn)
5. Herzblut – 4:39 (Pesch/Bruhn)
6. On the Run – 4:41 (Pesch/Lietz)
7. Walking with the Angels – 4:54 (Pesch/Balin)
8. I Lay My Head upon My Sword – 3:36 (Doro Pesch)
9. It Kills Me – 4:28 (Pesch/Bruhn)
10. Long Lost for Love – 3:26 (Pesch/Joe Taylor)
11. 25 Years – 4:47 (Pesch/Bruhn)

### Bonus track edizione limitata
1. Wildfire – 4:15 (Pesch/Bruhn)
2. You Won My Love – 4:13 (Pesch/Nick Douglas)

## Formazione
- Doro – voce
- Nick Douglas – basso
- Joe Taylor – chitarre
- Johnny Dee – batteria
- Oliver Palotai – tastiere, chitarre
- Luca Princiotta - tastiere, chitarre

### Altri musicisti
- Ingulf Brammer – cori
- Andreas Bruhn – chitarre, basso
- Lukas Dylong – cori
- Dennis Krueger – chitarra
- Chris Lietz – chitarra, tastiere
- Dirk Schoppen – cori
- Torsten Sickert – tastiere, chitarre, basso
- Tarja Turunen – voce nella traccia 7
- Klaus Vanscheidt – chitarra, cori